# D2 (jogo eletrônico)
D2  é um jogo de terror de sobrevivência desenvolvido pela Warp para Dreamcast. Dirigido e escrito por Kenji Eno, foi publicado também pela Warp no Japão em 1999 e pela Sega na América do Norte em 2000. D2 estrela a "atriz digital" Laura, mas tem uma história independente não relacionada ao D original, e tem uma jogabilidade orientada para a ação em contraste com o D, focado por quebra-cabeças.

## Jogabilidade
O jogo tem alguns tipos diferentes de jogabilidade. A maior parte do D2 envolve explorar as regiões inexploradas canadenses a partir de uma perspectiva de terceira pessoa, enquanto os locais internos têm uma perspectiva de primeira pessoa. Ao explorar, o jogador encontra batalhas aleatórias, muito parecidas com jogos de RPG. Ao lutar contra monstros, o jogador não pode mover Laura, mas apenas apontar suas armas. Derrotar essas criaturas dá pontos de experiência, que são usados para subir de nível e isso faz aumentar seu limite de saúde. Laura é inicialmente equipada com uma submetralhadora com munição ilimitada e um rifle de caça, que é usado para caçar animais por carne, o que ela pode usar para recuperar a saúde.
Na tela Opções, e os jogadores podem ver quantas animais foram caçados, bem como quaisquer medalhas dadas. Além disso, Laura tem uma câmera que ela pode usar para tirar fotos a qualquer momento do jogo (exceto durante as cinemáticas). Os jogadores também podem salvar as imagens em um VMU e visualizá-las mais tarde.

## Enredo
O jogo começa com Laura Parton adormecendo em uma viagem de avião para um local não revelado. Depois de ser acordada por um barulho no sistema de som do avião e uma conversa amigável com um passageiro chamado David, um grupo de terroristas, que parecem ser guiados por algum tipo de cultista misterioso que violentamente assume o controle do avião. David, que acaba sendo um agente especial do FBI que tenta impedir os terroristas, mas é frustrado quando um meteorito atinge o avião, fazendo-o cair no deserto canadense. Depois de uma série de pesadelos, Laura acorda em uma pequena cabana sendo cuidada por Kimberly Fox, uma poetisa e compositora que também sobreviveu ao acidente. Ela explica que dez dias se passaram desde o acidente, embora Kimberly só a tenha encontrado a alguma distância do local do acidente dois dias antes, deixando um estranho intervalo de oito dias onde ela foi misteriosamente cuidada. O momento de paz é quebrado quando outro sobrevivente, um dos sequestradores, cambaleia para dentro da cabana antes de se transformar de repente em um horrendo monstro parecido com uma planta. Aqui, Laura e Kimberly conhecem Parker Jackson, um pesquisador de vida extraterrestre inteligente, e também sobrevivente do acidente, que expulsa o monstro, mas acaba sendo expulso da cabana por Kimberly desconfiada.
Laura então parte para o deserto para investigar a possibilidade de entrar em contato com o mundo exterior e procurar outros sobreviventes mas acaba por descobrir que criaturas mais estranhas e hediondas estão à espreita na área. Algo está causando a mutação dos sobreviventes do acidente. Monstros que ela deve fugir e lutar enquanto viaja pela região. Ela se aprofunda no mistério quando precisa se aventurar em uma instalação de mineração abandonada para localizar Jannie, uma garotinha perdida que Kimberly encontrou junto com Laura e um dos ex-passageiros do avião.

## Desenvolvimento
O desenvolvimento para D2 começou como um dos jogos principais para o console cancelado Panasonic M2, o sucessor do console 3DO. A 3DO Company, com a qual a Warp tinha uma boa relação de trabalho, sugeriu que a Warp criasse uma sequência de D para seu novo console.
Nesta versão inicial, uma Laura grávida está em um voo de passageiros para a Romênia, que é atacado por uma força sobrenatural. O avião cai e seu filho ainda não nascido é levado pelo Diabo para a Transilvânia medieval, para ser filho de um duque viúvo que vendeu sua alma por um filho. O jogador assumiria o papel do filho de Laura ao entrar na idade adulta, e deveria escapar de um grande castelo e lutar contra o Diabo para salvar seu pai. Ao contrário do D original, mas como o D2 que foi lançado para o Dreamcast, o jogo apresentava cenas full motion video, mas a jogabilidade era totalmente executada com gráficos em tempo real e consistia em resoluções de quebra-cabeças e combate.
D2 seria o primeiro jogo de M2 para o qual as capturas de tela de uma versão jogável foram mostradas ao público. A Warp empregou suas táticas promocionais não ortodoxas durante o desenvolvimento. Nos dois primeiros dias da Tokyo Game Show em abril de 1997, a Warp não exibiu nenhum jogo, em vez disso realizou uma celebração da chegada da temporada de flores de cerejeira em seu estande, antes de finalmente mostrar uma demo do D2 no terceiro (e último) dia do espetáculo. Embora na época se acreditasse que o D2 estava quase completo quando a Panasonic anunciou oficialmente que o M2 não seria lançado, Eno revelou mais tarde que o jogo estava "cerca de 50% concluído". Após o abandono do M2, a Warp começou a trabalhar na portabilidade do jogo para Sega Saturn. No entanto, Kenji Eno acabou decidindo abandonar o conceito original e criar um jogo totalmente novo para Dreamcast .
No Japão, uma versão demo de D2 foi empacotada com outro jogo produzido pela Warp, o remake para Dreamcast do título de Sega Saturn, Real Sound: Kaze no Regret. Esta prévia do jogo, conhecida como D2 Shock Demo, tem os créditos de abertura modificados e um "heads up display" em diferentemente do jogo completo. Além disso, ele contém um arquivo salvo, um "filme secreto" na versão japonesa de varejo do D2 para Dreamcast. Este filme é uma prévia da versão de M2 nunca lançada. Isso foi removido da versão norte-americana, mas pode ser visto brevemente como um filme de bordo durante a sequência do sequestro.
Uma demo jogável da versão de M2 foi encontrada e codificada para rodar no M2 kiosk em dezembro de 2019. Ela apresenta o personagem principal da versão de M2, Taren, executando um golpe de espada para trás visto na versão alfa das prévias do D2 de 1997.

## Recepção
D2 recebeu críticas "médias" de acordo com o agregador de  críticas Metacritic.
D2 despertou reações conflitantes nos revisores. Eles elogiaram os gráficos, a música e a narrativa profunda; No entanto, criticaram a jogabilidade por ser repetitiva, maçante cortada por cut scenes. Jeff Lundrigan, da NextGen, disse sobre o jogo: "Se você tiver muita paciência, vale a pena o seu tempo, mas o D2 precisa desesperadamente de um ritmo melhor".  No Japão, a Famitsu deu uma pontuação de 32 em 40.